# 科茨維爾 (印地安納州)
科茨維爾（英語：Coatesville）是一個位於美國印地安納州亨德里克斯縣的城鎮。

## 人口
根據2010年美國人口普查的數據，科茨維爾的面積為1.72平方千米，當中陸地面積為1.69平方千米，而水域面積為0.03平方千米。當地共有人口523人，而人口密度為每平方千米304人。